# Počátky pionýrského hnutí v Československu
Počátky pionýrského hnutí v Československu jsou spojeny s budováním jednotné mládežnické organizace Československý svaz mládeže, jež měla vládnoucí KSČ usnadňovat působení na mládež ve věku školáků základních škol.

## První pionýrská organizace
První pionýrská organizace mládeže na světě byla založena v Sovětském svazu na V. sjezdu Ruského komunistického svazu mládeže dne 19. května 1922 a byla zcela podřízena KSSS. Jejím cílem byla výchova mládeže v duchu komunistické ideologie a příprava dětí ke vstupu do Komsomolu (Všesvazový leninsko komunistický svaz mládeže) a posléze do KSSS. První zásada sovětských pionýrů zněla: „Pionýr vroucně miluje svou sovětskou vlast, je věrný velikému dílu Lenina a Stalina – dílu komunismu.“ Na výzvu „K boji za věc Komunistické strany buď připraven!“ odpovídali pionýři „Vždy připraven!”

## Dětské a mládežnické organizace KSČ v předválečném Československu
Úspěch československých komunistů po druhé světové válce do jisté míry závisel i na důrazu KSČ při získávání nejmladší generace v období první republiky. Komunistická strana Československa vytvářela v předválečném Československu obdobnou síť volnočasových organizací jako její rivalové: dětské hnutí (Mladí Průkopníci, též Rudí Průkopníci, později Pionýři), mládežnické hnutí (Komsomol, Komunistický svaz mládeže), ženské komunistické sekce (tzv. ženodděl), sportovní organizaci Federace dělnických tělocvičných jednot ( Spartakovi skauti práce, později Federace proletářské tělovýchovy) a vedle nich také komunistická družstva (nejsilnějším konzumním družstvem českých komunistů byla Včela, německých komunistů liberecké konzumní družstvo Vorwärts/Vpřed).
Organizační propojení dětského a mládežnického hnutí s ostatními strukturami KSČ vytvářelo jednotnou strukturu: vedoucí jednotlivých dětských skupin Rudých průkopníků se rekrutovali z členů Komsomolu, přičemž provázání dětských a mládežnických organizací se stranickou organizací KSČ si komunisté zajišťovali prostřednictvím růstového členství (tzv. od kolébky do hrobu). S třídní výchovou se dítě mělo setkávat již v raných letech svého života skrze působení matky organizované v ženském hnutí (ženodděl, periodický časopis Komunistka, později Rozsévačka). K samostatnému členství prvního stupně mělo být dítě připuštěno v deseti letech (kdy mohlo získat rudý pionýrský šátek) a ve čtrnácti letech mohlo postoupit ke členství v Komsomolu. Mládežnické organizace sdružovaly mladé lidi od 14 do 21 let věku, kdy vstupovali přímo do struktury stranické organizace KSČ.
Základní znaky a symboly Mladých průkopníků byly v podstatě shodné se znaky a symboly Spartakových skautů práce. Také u Mladých průkopníků se stal rudý trojcípý šátek sjednocujícím symbolem spolu s rudými vlaječkami a vlajkami se znaky kladiva a srpu a pozdravem se zdvižením pravé ruky nad skráň: „K boji za věc dělnické třídy buď připraven!“. Oproti SSP nebyl u Mladých průkopníků vyžadován předpisově jednotný kroj a požadovalo se jen nošení rudého šátku, popřípadě zelené košile. Od roku 1934 začalo do řad Rudých průkopníků pronikat oblékání podle vzoru sovětských pionýrů: tmavé kalhoty či sukně, bílá košile a rudý šátek. Prapory a vlajky dostávaly oddíly MP zpravidla k slavnostním příležitostem od organizací KSČ, Komsomolu nebo od sovětských pionýrů a komsomolců.
Centrálním tiskovým orgánem komunistické mládeže se stal list Komunistická mládež. V letech 1924 a 1925 vycházel nákladem přibližně 7 000 kusů, přičemž 3 000–3 700 kusů vycházelo v české a 3 000–3 300 kusů v německé verzi. Dětskému hnutí Rudých Průkopníků byl určen časopis Kohoutek. Tělovýchovná organizace FDTJ vydávala svůj vlastní časopis Výboj. Studentstvo a mladá komunistická inteligence četla spíše teoretizující časopis Avantgarda. V německých oblastech Československa vycházely například Der junge Kamerad, Junge Gard, Roter Trommler Jugendkorrespondent. Z Německa byl do Čech dodáván časopis Das proletarische Kind. Bohatě ilustrovaný časopis Arbeiter-Ilustrierte Zeitung byl pro československé čtenáře tištěn v Liberci.
Po úředním zastavení činnosti Komunistické strany československé v zemi České a Moravskoslezské (dne 20. října 1938), při kterém došlo také k zastavení komunistického denníku a periodického tisku, následovala likvidace spolků, které tvořily pomocné orgány strany, nebo těch, které nebyly jen okrajovými složkami strany a účastnily se politických akcích této strany, KSČ podporovaly anebo se jinak exponovaly pro ideologii této strany. V rámci této likvidační akce byla dne 28. října 1938 úředně zastavena a zakázána činnost spolku „Solidarita, sdružení na obranu práv a pro sociální pomoc“ a dne 5. listopadu 1938 spolku „Liga pro lidská práva v Československu“. Dne 16. listopadu 1938 byla dále úředně zastavena činnost spolku „Svaz mladých v republice Československé“ a spolku „Dělnická stráž". Dále došlo k likvidaci spolku „Federace proletářské tělovýchovy“, který ohlásil u policejního ředitelství v Praze svolání mimořádného sjezdu na den 27. listopadu 1938 s programem „rozchod spolku“. Jednoty proletářské tělovýchovy, v uvedeném spolku sdružené, tak měly učinit do konce listopadu 1938 (pokud se už nerozešly).

## Budování jednotné mládežnické organizace (1945)
Dne 12. května 1945 byl založen Svaz české mládeže (na Slovensku 15. srpna 1945 v Martině Sväz slovenskej mládeže, na východním Slovensku Svaz mládeže Karpat, Sdružení polské mládeže) a 5. června 1945 se strany Národního bloku (Komunistická strana Československa, Československá strana sociální demokracie, Československá strana národně socialistická) dohodly, že nebudou tvořit vlastní stranické organizace mládeže a že budou spolupracovat na vybudování jednotného svazu české mládeže, který by sdružoval mládež na nestranické všenárodní základně a v němž by byla organizována především pracující mládež měst i venkove, mládež dělnická, rolnická, studentská atd.
Paragraf 1 navrhovaných stanov uváděl: Svaz České mládeže je jednotnou a výlučnou organizací české mládeže. Jeho působnost se vztahuje na Čechy, Moravu a Slezsko se sídlem ústředí v Praze, dále pak stanovy uváděly, že SČM bude vést a vychovávat mládež v době mimoškolní a to od šesti let. Zrovna tak měla být pod Sokolem sjednocena tělovýchova. S jednotnou mládežnickou organizací (hlavně z ideologického hlediska) nesouhlasila Československá strana lidová. V květnu 1946 vystoupila též Československá strana národně socialistická.

### Začlenění Junáka do Svazu české mládeže (1945)
Specifickým případem byla organizace Junáka, který se měl rozhodnout mezi vstupem do mládežnické organizace SČM nebo do tělovýchovy Sokola. Na poradách 6. - 7. září 1945 se zástupci vlády ministr školství Zdeněk Nejedlý a ministr informací Václav Kopecký dohodli se zástupci Ústředního národního tělovýchovného výboru (ÚNTV), SČM a Junáka, „že junácká výchova bude organizována výlučně ve Svazu české mládeže”. V pondělí 10. září 1945 se na valném sjezdu Junáků v městské knihovně v Praze sešli delegáti skautských jednotek z Čech, Moravy, Slezska a Slovenska, ministr školství a osvěty Zdeněk Nejedlý, zástupci Ústředního národního tělovýchovného výboru a Svazu české mládeže (SČM), aby dojednali se Svazem české mládeže podmínky sjednocení.
Podle sjednané dohody vstoupil Junák do SČM jako celek se svou širokou samosprávou. Junáctví (skauting) mělo být nadále organisováno výlučně ve Svazu české mládeže a to v oddílech Junáka, přičemž organizace Junák, jeho výchovná soustava, zákon a slib, stupně junácké vyspělosti, kroj a odznaky zůstaly zachovány a zrovna tak zůstal Junák členem mezinárodní skautské organizace. Stanovy Junáka byly přizpůsobeny stanovám SČM, podle kterých měl vstoupit ve styk i s obdobnými organizacemi mládeže SSSR. SČM zaručoval Junáku jeho vlastní hospodářskou samosprávu a povolil mu organizaci Sdružení přátel Junáka z řad dospělých. Nadále Junák vystupoval pod názvem: „Junák, ústředí skautské výchovy SČM”. Ze sjednocovací schůze byl zaslán pozdrav prezidentu republiky Edvardu Benešovi, ministrům národní obrany a školství, státnímu tajemníku M. Ferjenčíkovi, Skautské radě v Bratislavě, ruským Komsomolcům a Světovému skautskému ústředí v Londýně.
Sjezd konstatoval, že Junák chce v rámci SČM pomáhati úplnému sjednoceni všech spolků a institucí, které se zabývají mládeží a trvá na svém návrhu, aby byl zřízen úřad pro mládež. Se slovenskými skauty hodlá utvořiti nový svazek československého Junáka. S budoucím Sokolem bude udržovati přátelské styky a svou tělovýchovu hodlá prováděti v místních tělovýchovných jednotách. Junáci chtějí pracovati na sjednoceni veškeré slovanské mládeže k tomu, aby za vedení velkých ruských bratří zaujala ve světovém bratrství mládeže místo, které ji patří.
Slovo národa: orgán československé strany národně-socialistické, 12.09.1945 
O prázdninách pořádal Svaz české mládeže od 24. do 30. srpna 1945 na zámku v Jinošově u Náměště nad Oslavou pro kulturní referenty Svazu české mládeže a vedoucí Junáka školení. Součástí přednášek byl i dialektický a historický materialismus a marxistická hospodářská soustava. Následně se vyškolení kulturní referenti rozjeli do všech krajů, aby zde vedli kulturní život mládeže. Na konci října 1945 obdržely Okresní národní výbory od Ministerstva ochrany práce a sociální péče oběžník, který doporučoval, aby organizaci Junáka, ústředí skautské výchovy SČM, jež sdružuje nyní více než 250 000 mladých Čechoslováků a provádí teoretickou výchovu v klubovnách, praktickou v přírodě a v táborech, vycházely vstříc při hledání vhodných místností.
Již mnohokrát jste četli v JUNÁKU ze života sovětských pionýrů. Váš upřímný zájem o ruskou mládež se projevil stovkami žádosti o adresy bratři a sester z SSSR, abyste si s nimi mohli dopisovat. V článcích o pionýrech budeme pokračovat a dnes vás zavedeme do jednoho Domu pionýrů, abyste poznali jak se ruská mládež vzdělává a baví.
Časopis Junák, 10.10.1946
Na konci roku 1947 zveřejnilo Ministerstvo školství a osvěty ve svém týdeníku pro tělesnou výchovu „Naše cesta” článek o pionýrských táborech v Sovětském svazu, jejichž tělovýchovné zaměření přirovnávalo k organizaci Junáků-skautů a následně v roce 1948 bylo komisemi mládeže KSČ založeno několik pokusných pionýrských oddílů a letních pionýrských táborů.

### Akční výbor Junáka (1948)
Akční výbor Junáka ve složení: Prof. Jaromír Preininger (průkopník), dr. Josef Cyvin-Akola (předseda), dr. Růžena Vančurová, dr. Pavel Křivský, dr. Marie Drbalová, Ferdinand Stopka, Antonín Žák, Bivoj Jedličková, dr. Jiří Chyský, Dagmar Neudeřilová, Jiří Dvořák (Sopka), Milan Skalník (Medník), Jiřina Pokorná, dr. Jiří Starka (Hakim), Miroslav Novotný (Ataman), Jiří Haškovec, Jarina Štěpánková, vydal 26. února 1948 prohlášení, ve kterém mimo jiného uváděl:
Dnešní historická doba zavazuje Junáka, aby projevil svůj kladný postoj k událostem, jež zpevňují naši lidově demokratickou republiku. „Junák” representovaný podepsaným akčním výborem se staví po bok silám, sdruženým v nově vládě Klementa Gottwalda. Abychom tento vývoj zabezpečili, budeme vychovávat mládež k nejintensivnější účasti na výstavbě státu. Budeme pomáhat všem kladným a tvořivým složkám, budeme bojovat proti všem nepřátelům naší lidově demokratické republiky. Navážeme neprodleně spolupráci se Svazem české mládeže s se všemi organisacemi mládeže slovanských národů, abychom spolu s nimi pomáhali lidstvu na cestě k světovému míru, demokracii politické i hospodářské a humanitě.
Slovo národa: orgán československé strany národně-socialistické, 27.2.1948

## Československý svaz mládeže - Pionýrské oddíly Junáka (1949 – 1950)
Vztah komunistického režimu k dětem se v prvních poúnorových letech utvářel postupně. Z pohledu vládnoucí Komunistické strany Československla spočíval základní cíl v prosazení komunistické výchovy mladé generace a všechny zainteresované instituce měly usilovat o to, aby si děti a dospívající mládež osvojily pozitivní vztah k socialistické společnosti a přijaly svou vlastní roli v ní. Mladou generaci v tomto smyslu formovala především škola a na ni navazující mimoškolní výchova. Dne 8. září 1948 schválil Ústřední výbor KSČ vznik „Pionýrských oddílů Junáka” (POJ) a pro jejich budování v praxi ustanovil komisi, jejímž úkolem bylo vybudovat do I. sjezdu ČSM miliónovou organizaci mládeže. ÚV KSČ rovněž rozhodl, aby na školách II. stupně byly vytvořeny pionýrské oddíly Junáka, v nichž by se do sjezdu sdružilo 100 000 pionýrů. V prosinci 1948 a v lednu 1949 proběhla školení pro funkcionáře pionýrského hnutí. Výběr frekventantů prováděly okresní a krajské výbory KSČ.
Ve dnech 23. – 24. dubna 1949 se v pražském Radiopaláci sešli na ustavující konferenci delegáti čtyř prorežimních mládežnických organizací (500 delegátů ze Svazu české mládeže, 330 delegátů ze Svazu slovenské mládeže, 37 delegátů ze Svazu zakarpatsko-ukrajinské mládeže a 27 delegátů ze Svazu polské mládeže z Ostravy), kteří se rozhodli pro sloučení v jeden Československý svaz mládeže. Dětskou organizací Československého svazu mládeže se podle výnosu Ministerstva školství, věd a umění (MŠVU) z 28. dubna 1949 stal Junák. Jeho členy byli chlapci a děvčata ve věku do 15 let. Vedle dosavadních místních oddílů Junáka měly být na národních a středních školách zakládány Československým svazem mládeže (ČSM) pionýrské oddíly Junáka (POJ), jejichž úkolem bylo zajistit lepší spolupráci v budování jednotného školství. Oddíly vedli členové ČSM. O přijetí nového člena rozhodovala schůze celého oddílu na základě jeho chování a práce ve škole a mimo školu. Nový člen byl přijímán na slavnostním shromáždění skupiny, kde složil slib.
Ministerstvo školství, věd a umění ve svém výnosu upozorňovalo, že Pionýrské oddíly Junáka mohou zakládat pouze členové ČSM, pověření krajským výborem ČSM, a to podle směrnic daných jim ústředím Junáka se sídlem v Praze II, Soukupovo náměstí čp. 28. Člen ČSM, který na škole hodlal založit POJ se musel ředitelství školy prokázat pověřením krajského výboru ČSM. Ředitelství škol a učitelské sbory měly zakládání pionýrských oddílů Junáka všemožně podporovat a za tím účelem se jeden z členů učitelského sboru stal důvěrníkem POJ na škole. Práce důvěrníka se hodnotila jako vícepráce pro pedagogickou odměnu. Ředitelství škol mělo dále pro činnost POJ ve školní budově vyhradit místnost (místnosti) pro pionýrskou klubovnu.
Pionýrské oddíly byly utvářeny překotně a právě v nich byla první generace poúnorových školáků konfrontována s nebývalým působením komunistické ideologie a propagandy. Na počátku 50. let vyrůstala síť školních družin pro děti zaměstnaných rodičů, v okresních městech se zřizovaly pionýrské domy a do roku 1953 se rovněž citelně měnila skladba dětských časopisů. Po sloučení časopisu Vpřed s časopisem Junák do časopisu „Junáci, vpřed!” se objevil komiks „Jiskrovci”, kreslený stejně jako předchozí Rychlé šípy, ale již tematicky zapojený do služeb poúnorového budování socialistického státu.
Soudruzi a soudružky, v návrhu změn v organisačním řádu strany je navrženo zvýšení věkové hranice pro přijímání členů na 18 let. Všichni víme ze zkušenosti, že to je návrh správný a bude zajisté sjezdem schválen. Znamená však, že naše strana nebude nyní ve svých organisacích bezprostředně vychovávat nejmladší ročníky dospívající mládeže a že tudíž ještě více stoupá význam práce Československého svazu mládeže. Na Svazu mládeže a na pionýrské organisaci, kterou tvoří a vede, záleží při plnění jejích úkolů, které tak krásně rozvinul soudruh Kopecký, totiž úkolů vychovávat nového socialistického člověka, učit mládež z hluboké studnice socialismu i ze slavných národních tradic, učinit z mladé generace úderníky socialistického budování.
Protokol IX. řádného sjezdu Komunistické strany Československa: v Praze 25.-29. května 1949

### Organizace POJ
Pionýrský oddíl tvořili pionýři jedné třídy. V čele oddílu stála oddílová rada o třech až pěti členech, volená na schůzi oddílu. Každý oddíl vedl vedoucí - člen ČSM. Oddíl se dělil na družiny po pěti až deseti členech. V čele družiny stál volený předseda. Všechny Pionýrské oddíly Junáka (POJ) na škole vytvářely pionýrskou skupinu, kterou řídila skupinová rada ze tří až pěti členů, volených na shromáždění všech pionýrů celé školy, a z před- sedů jednotlivých oddílů. Pionýrskou skupinu vedl opět člen ČSM za spolupráce člena učitelského sboru. Rady pionýrských oddílů a skupin měly napomáhat žákovské organizaci.

### Pionýrské zásady
1. Pionýr miluje svou lidově demokratickou vlast. Je hrdý na svůj národ, který pod vedením prezidenta Klementa Gottwalda buduje socialismus. Miluje svou lidově demokratickou republiku a její armádu, záruku bezpečnosti našeho státu.
2. Pionýr přeje svobodu a mír všem národům. Miluje našeho osvoboditele Sovětský svaz, zemi svobody, míru a socialismu.
3. Pionýr se dobře učí. Plní vzorně svoje školní povinnosti, má rád knihy, stále se vzdělává, aby se stal uvědomělým a platným budovatelem socialismu.
4. Pionýr je pracovitý. Ctí každou práci, která přináší prospěch celku a účastní se jí podle svých sil. Především pomáhá rodičům.
5. Pionýr pečuje o své zdraví. Dbá o svou čistotu a je otužilý, aby byl zdatným pracovníkem a obráncem své vlasti.
6. Pionýr je ukázněný. Dbá rad svých rodičů, učitelů a vedoucích. Podřizuje se vždy vůli kolektivu.
7. Pionýr chrání svou pionýrskou čest. Zastává pravdu, je čestný a odpovědný, není sobecký a jedná vždy spravedlivě. Váží si všech pracujících lidí.
8. Pionýr je mladým hospodářem své země. Miluje přírodu, zachází šetrně se vším, co bylo vytvořeno lidskou prací. Chrání společný majetek a střeží jej před škůdci a nepřáteli.
9. Pionýr je věrným a spolehlivým druhem. Pomáhá spolužákům a je přítelem malých dětí.
10. Pionýr se připravuje vstoupit do řad členů ČSM. Bude proto vždy a všude vzorným pionýrem, aby byl přijat do ČSM, který sdružuje nejuvědomělejší mladé budovatele republiky.[22]

Slib. Já, mladý pionýr lidově demokratické republiky Československé, slibuji před svými druhy, že se budu učit a jednat tak, abych byl platným občanem své milované vlasti.
Věstník ministerstva školství, věd a umění, 15.05.1949, s. 183

### Heslo, pozdrav, šátek, prapor
Pionýrské heslo znělo: „K budování а k obraně vlasti — buď připraven!“, na nějž pionýr odpovídal: „Vždy připraven!“ Pionýři se zdravili pionýrským pozdravem, otevřenou rukou zvednutou nad čelo, obrácenou hranou dopředu. Pozdrav měl vyjadřovat, že zájem pracujících všech pěti dílů světa klade pionýr nad zájmy svoje. Povinností pionýra bylo ctít a chránit prapor svého oddílu a skupiny. Rudá barva praporu měla připomínat oběti, za které byla vykoupena svoboda národa, jeho šťastná budoucnost a slib pracovat ve prospěch vlasti. Pionýrský šátek byl součástí rudého praporu, proto jej pionýr měl chránit a být na něj hrdý.

### Pionýrská bojová hra - K obraně vlasti buď připraven!
V říjnu 1949 připravil ČSM ve spolupráci s armádou a Sboru národní bezpečnosti v Praze pionýrskou bojovou hru K obraně vlasti buď připraven!, které se účastnilo 11 pionýrských brigád z Ruzyně, Liboce, Kněževsi, Vokovic, Podbaby, Budovce, Roztok a Horoměřic.
Ani jeden záškodník nesmí uniknout a proto se přes tři tisíce pionýrů rozdělilo do jedenácti brigád, které nesly jméno: Čapajev, Kosmodemjanskaja, Fučík, Koševoj, Meresjev, Moskalenko, Šverma, Želivský, Suvorov, Žižka a Jaroš. Podle předem vytčeného plánu obklíčili celý prostor a postupovali směrem ke středu. Hlídky hlásily každou podezřelou osobu. Záškodníky představovali členové ČSM, označení bílou páskou. Brigády měly k disposici radiostanice a polní telefony, kterými oznamovaly pohyby záškodníků na velitelství Jiskry. Malé radiotelegrafistky měly plné ruce práce s podáváním hlášení a přijímáním rozkazů.
Časopis Vlasta, 24.11.1949

## Pionýrská organizace Československého svazu mládeže (1950 – 1968)

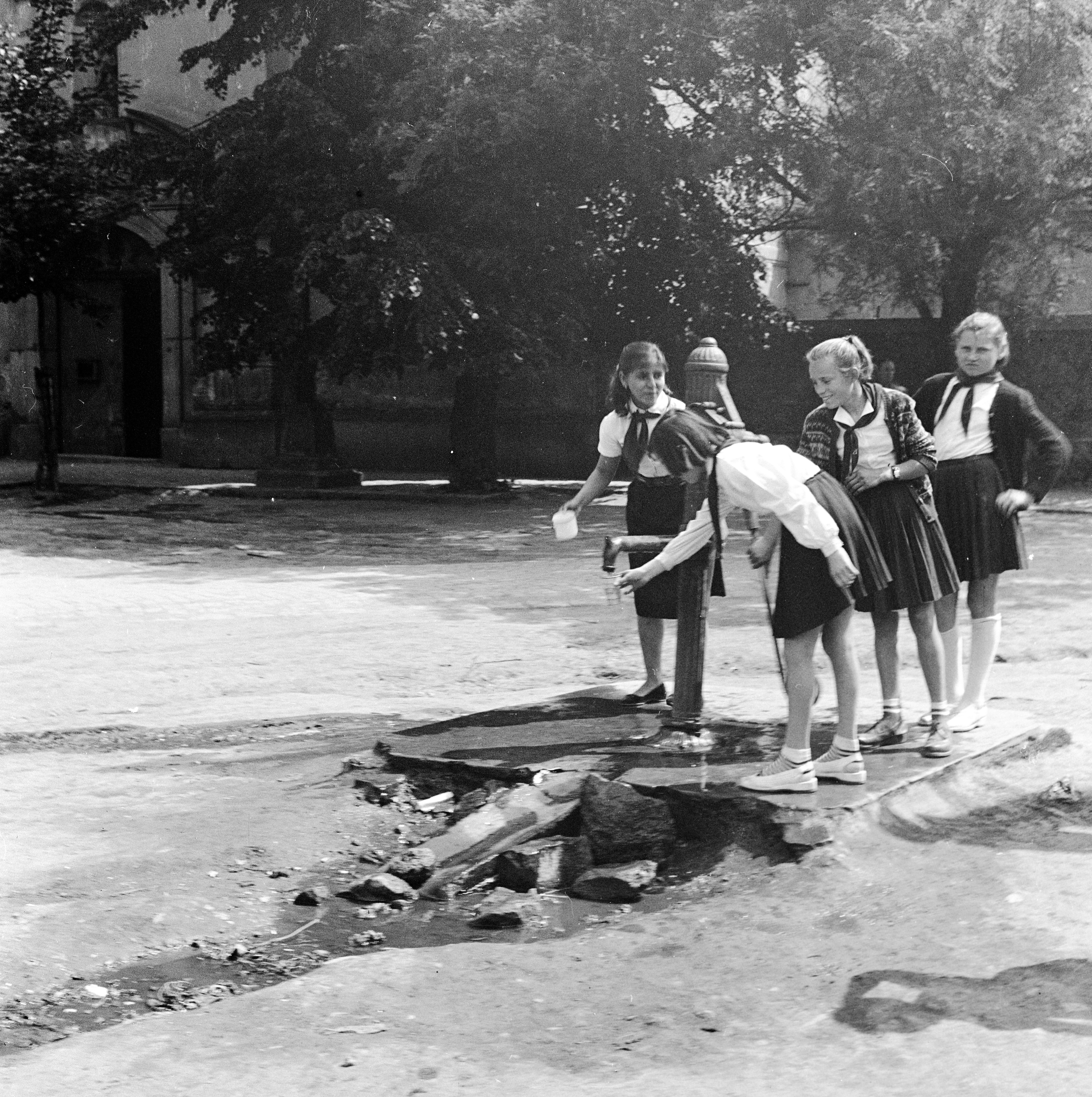
Pionýrky v kroji PO (bílá košile, tmavě modrá skládaná sukně, rudý šátek) na Slovensku (Fiľakovo) r. 1959

V roce 1950 došlo na I. sjezdu ČSM ke změně názvu na „Pionýrská organizace Československého svazu mládeže” (PO ČSM) a činnost Junáka byla zakázána. Do PO ČSM se tak začali přeregistrovávat členové zakázaných dětských organizací (například Orla, Junáka a mnohých dalších), obnovených po skončení druhé světové války. Delegace členů ČSM přivážely ze SSSR poznatky nejen o tamním Komsomolu, ale také o modelu sovětské pionýrské organizaci, které byly pod vlivem KSČ šířeny tiskem, rozhlasem, filmem a literaturou. Současně vznikala soustava „Domů pionýrů a mládeže”. Během období pražského jara roku 1968 se organizace samovolně rozpadla. Po dvou letech v období normalizace místo PO ČSM vznikla Pionýrská organizace Socialistického svazu mládeže (PO SSM).
Ustanovení Ústředního výboru ČSM o pionýrské organizaci uvádělo, že je masovou dětskou organizací, sjednocující ve svých řadách žáky ve věku od 9 do 14 let základních devítiletých škol ČSSR. Součástí Pionýrské organizace ČSM byly také oddíly jisker, které sdružovaly žáky z prvních až třetích tříd. Úkolem pionýrské organizace bylo nejen pomáhat škole a rodině, vychovávat děti k lásce a oddanosti k ČSSR, ale také je učit milovat KSČ a pracující lid, učit je poznávat a milovat SSSR a vychovávat v nich city přátelství k pracujícím celého světa v duchu proletářského internacionalismu.
V červnu 1958 se konal XI. sjezd KSČ a v prosinc III. sjezd ČSM, kde bylo rozhodnuto, že k mladším pionýrům (od 8 do 11 let) a starším pionýrům (od 11 do 15 let) přibude další kategorie - jiskry. Zpočátku se do této kategorie řadily děti od 1. do 3. třídy, postupem času byl věk omezen na 1. a 2. třídu (od 6 do 8 let).

### Organizační struktura PO ČSM
Organizační základnou PO ČSM se staly pionýrské skupiny, které Okresní výbory ČSM zakládaly na všeobecně vzdělávacích školách a v dětských domovech při počtu nejméně pěti pionýrů. V období letních prázdnin se Pionýrské skupiny zakládaly i v pionýrských táborech. Vedením pionýrské skupiny pověřoval Okresní výbor ČSM stálé skupinové vedoucí z tzv. vyspělých a pro tuto práci připravených členů ČSM. Činnost pionýrské skupiny pod vedením skupinového vedoucího organizovala skupinová rada, která byla volena na dobu školního roku z řad pionýrů a členů skupiny.
Pionýrská skupina se skládala z pionýrských oddílů, který měl nejméně 20 pionýrů a zpravidla sdružoval pionýry z jedné třídy. V čele pionýrského oddílu stál vedoucí, který byl získáván především ze svazáků pracujících na závodech a vesnicích a ve školských organizacích ČSM nebo také z řad rodičů a starších komunistů z patronátních závodů. Vedením pionýrských oddílů pověřoval OV ČSM na doporučení základních organizací vyspělé členy ČSM. Práci vedoucího oddílu řídil skupinový vedoucí. Veškerou činnost oddílu vedle oddílového vedoucího organizovala oddílová rada, která byla volena na dobu školního roku z řad pionýrů (členů oddílu).
V oddílech jisker (od r. 1959) vykonávali funkci vedoucích oddílů starší zkušení pionýři. Po přijetí zákona č. 94/1963 Sb., o rodině (§ 30), pečoval o výchovu dětí v nerozlučné jednotě s rodiči také stát a společenská organizace Československý svaz mládeže a jeho pionýrská organizace.

### Pionýrský slib a symboly
Pionýrský slib PO ČSM r. 1957 zněl:
Já, mladý pionýr lidově demokratické republiky Československé, slibuji před svými druhy, že se budu učit a jednat tak, abych se stal platným občanem své milované vlasti.
Pionýrský průkaz r. 1957
Nový pionýr obdržel pionýrský odznak, pionýrský průkaz, pionýrský rudý šátek a po odpovědi na pionýrský pozdrav vedoucího se stal právoplatným členem organizace. Mezi důležité atributy každého pionýra byly řazeny pionýrské prapory a praporky, pionýrský šátek, pionýrský odznak, pionýrský pozdrav a heslo.

### Pionýrské zásady
1. Pionýr miluje svou vlast, Komunistickou stranu Československa a Svaz sovětských socialistických republik. Připravuje se ke vstupu do Československého svazu mládeže.
2. Pionýr ctí památku všech bojovníků padlých za svobodu vlasti.
3. Pionýr je přítelem dětí celého světa.
4. Pionýr se svědomitě učí, je ukázněný a zdvořilý.
5. Pionýr je pracovitý, váží si práce druhých a chrání národní majetek.
6. Pionýr je čestný a pravdomluvný.
7. Pionýr je dobrým druhem, pečuje o mladší, pomáhá starším.
8. Pionýr je smělý, nebojí se těžkostí a překážek, otužuje se, cvičí a sportuje
9. Pionýr je přítelem a ochráncem přírody.
10. Pionýr je příkladem všem dětem.[33]

### Skupinová rada a pionýrský aktiv
Usilujeme o to, aby práce družin, oddílů a skupin měla jasné ideové zaměření v duchu komunistické výchovy. Ideová výchova pionýrů musí být stále středem naší pozornosti. To vše platí dvojnásob o pionýrském aktivu. Jeho ideová výchova by měla být nedílnou a nejdůležitější součástí práce vedoucích i všech pionýrských pracovníků s aktivem.
Z projevu na III. plenárním zasedání Ústřední rady PO ČSM

### Stálý placený skupinový vedoucí
Práva a povinnosti stálého skupinového vedoucího upravoval pracovní řád stálých vedoucích, který byl uveřejněn ve Věstníku ministerstva školství a kultury, ročník 18, sešit 16 z 10. června 1962, č. 49. Podle tohoto pracovního řádu musel být stálý skupinový vedoucí zpravidla starším a zkušeným soudruhem (komunistou),„ neboť byl vychovatelem a starším druhem pionýrů a spolu s dětským aktivem skupiny rovněž organizátorem jejich tvořivé činnosti a iniciativy”. Skupinový vedoucí obdržel od OV ČSM písemné pověření pro práci v pionýrské skupině, zúčastňoval se seminářů OV ČSM a měl být příkladem vedoucím oddílů v osvojování si znalostí pionýrského vedoucího. Podle pracovního řádu byl stálý skupinový vedoucí nejen pedagogickým pracovníkem, ale vzhledem k charakteru své práce zároveň politickým pracovníkem ČSM.
Stálého vedoucího přijímal do pracovního poměru odbor školství a kultury příslušného ONV po předchozím souhlasu předsednictva Okresního výboru ČSM a Závodního výboru ROH. Stálý vedoucí pionýrské skupiny řídí se při své práci řídil směrnicemi ministerstva školství a kultury pro výchovu a vzdělání na základních devítiletých školách, usneseními Ústředního výboru ČSM a Ústřední rady pionýrské organizace ČSM pro práci v PO. Z pracovního řádu stálých vedoucích pionýrských skupin přímo vyplývalo, že jeho práci přímo řídí ministerstvo školství a kultury a usnesení orgánů ČSM v dohodě s odborem školství a kultury ONV.
V případě, že stálý skupinový vedoucí vykonával vedle práce v PO ČSM ještě částečný pedagogický úvazek, pak tuto jeho výchovnou práci řídil a kontroloval ředitel školy. Vzhledem k úkolům pionýrské organizace byla práce skupinového vedoucího v těsném spojení s ředitelem školy, což se projevovalo hlavně ve výchově mladých členů PO, každodenní spoluprací s učitelským sborem školy, stranickými, odborovými a svazáckými organizacemi. Vedoucí skupiny měl právo obracet se na ředitele školy o radu a pomoc a žádat ho, aby se zúčastnil řešení všech pedagogických problémů pionýrské skupiny. Stálý skupinový vedoucí byl také členem pedagogické rady školy, na jejíž schůze byl zván.

### Dobrovolný neplacený oddílový vedoucí
Vedoucí oddílů, získávaní z řad svazáků pracujících na závodech a vesnicích a ve školských organizacích ČSM, pověřoval OV ČSM. Jeho práci řídil stálý skupinový vedoucí, který nejméně jednou za měsíc svolával oddílové vedoucí na společné schůze. Oddílový vedoucí se měl o své práci radit s třídními učiteli a ostatními učiteli školy. Podle pracovního řádu učitelů byl učitel (obdobně jako ředitel školy) povinen pomáhat vedoucímu pionýrského oddílu, jelikož pionýrská organizace pokládala svoji činnost za nedílnou součást výchovného procesu započatého ve školním vyučování.
Vedoucí oddílu byl dobrovolným politickým pracovníkem ČSM na úseku PO, který za svou práci nebyl placen. Řídil se přímými pokyny orgánů ČSM a především pokyny stálého skupinového vedoucího, kterému se za svou práci zodpovídal. V obdobném postavení se nacházeli vedoucí oddílů jisker, kteří byli na úseku pionýrské organizace taktéž dobrovolnými politickými pracovníky ČSM.

### Postavení ředitelů a učitelů škol k PO ČSM
Práva a povinnosti ředitelů a učitelů škol na těch školách, kde pionýrská organizace pracovala, obsahoval pracovní řád pro učitele, vydaný ve Věstníku ministerstva školství a kultury, ročník 13, sešit 9 z 31. 3. 1958 jako zvláštní instrukce ministerstva školství a kultury. Povinností ředitele školy bylo soustavně podporovat činnost pionýrské organizace ČSM, vést učitelský sbor k aktivní pomoci této organizaci, projednávat plány práce s vedoucím pionýrské skupiny, soustavně pomáhat vedoucímu pionýrské skupiny a pionýrskému aktivu. Výchova dětí a mládeže prováděná ve škole při vyučování tak měla zdárně pokračovat i při veřejné mimoškolní činnosti pionýrské organizace.

## Specifická pionýrská zařízení
Pionýrský tábor »Artěk« se stal na samém počátku komunistického režimu společně s prvními pokusy o import pionýrského hnutí vzorem pro celou řadu akcí a zařízení pro práci s dětmi: například pro pionýrskou republiku (obdobně jako Pionýrskou republika W. Piecka v NDR, MLR a Bulharsku, r. 1952 v Polsku v Podgrodzie ve Štětínském zálivu), akci Mládež vede Brno, pro budování pionýrských železnic, Československý pionýrský tábor v Seči nebo Dům československých dětí na Pražském hradě, Dům pionýrů Julia Fučíka v Praze (Gröbova vila) a Dům pionýrů Klementa Gottwalda v Bratislavě (Grasalkovičův palác).
Pionýrský tábor »Artěk« na Krymu je nejoblíbenějším místem odpočinku sovětských dětí. V Artěku se děti střídají po celý rok. Ministerstvo zdravotnictví vypracovalo velký plán na obnovu a rozšíření tábora. V Artěku bude celkem šest táborů pro 1500 dětí. Ministerstvo zdravotnictví SSSR se rozhodlo otevřít ještě devět pionýrských táborů téhož typu jako Artěk. Tábory budou postaveny u Moskvy, Leningradu, Vladivostoku, Oděsy, Barnaulu, v Bělorusku, Lotyšsku a Arménii.
Týdeník Stráž na Dyji, 09.04.1948, s. 4

### Pionýrská republika
Projekt tzv. pionýrské republiky, prosazovaný Ústředním národním výborem hl. města Prahy, pražským vedením Svazu české mládeže a Krajskou radou Junáka, kterou již tehdy ovládali komunističtí činovníci, chtěl zavést zcela nový koncept socialistické výchovy dětí založený na přímém zapojení dětí do budování socialismu formou hry a podporou různých zájmových činností. Už na konci října 1948 přijala Krajská rada Junáka s nadšením sovětský koncept dětských republik, rozsáhlých areálů s dětskými železnicemi, trolejbusy, poštami, tiskárnami, družstevními statky, dílnami, laboratořemi a vysílacími stanicemi, zaměřený na mládež ve věku od devíti do patnácti let. Cílem celé akce měla být socialistická výchova: výchova k samostatnosti, k novému nazírání na život, k novému poměru k práci, k socialistickému pohledu na svět, výchova ke kolektivnímu životu, k novému typu člověka.
Pionýrská republika v Praze měla vzniknout z dětského hospodářského družstva v ZOO Praha, kde by děti chovaly bažanty, holuby, drůbež, králíky, ovce, skot, koně, kožešinová zvířata, včely; dále by obhospodařovaly pole a ovocné stromy. Pionýrské městečko v Šárce mělo sestávat z dětské tiskárny, pošty, radiové vysílací stanice, hvězdárny, přírodního divadla, koupaliště, dílen, obchodů, hotelů, závodní kuchyně, dětských jeslí. Třetí část byla plánována jako pionýrský domov na Střeleckém ostrově s kulturním a zábavním centrem (knihovnou, čítárnou, hřišti, hračkárnami).
V Černé věži měly být situovány modelárny a studovny a sídlo Nejvyššího sovětu pionýrů. Na Střeleckém ostrově měly také působit pionýrská tiskárna (kde by děti psaly letáky a noviny, samy je tiskly a kolportovaly) a pionýrská pošta propojená se státní poštou (uvažovalo se i o vlastních pionýrských poštovních známkách). Na Letné měl vzniknout park technické kultury, který by děti motivoval k volbě technického povolání, povolání ve stavebnictví a hornictví. Všechny části tzv. pionýrské republiky měla spojovat dětská úzkorozchodná železnice. Celoroční provoz tzv. pionýrské republiky měla zajistit internátní škola pro 300 venkovských dětí z Pražského kraje. Měsíční pobyt v pionýrské republice byl plánován jako odměna za vynikající výsledky ve školním prospěchu, docházce, kulturní činnosti a účasti na brigádách. ČSM se netajil ani snahou získat pro celou akci i zámek v Troji.
V hospodářském družstvu budete pěstovat pod dohledem odborníků včely, bažanty, holuby, králíky, inu, co Vás bude zajímat. Budete si hospodařit na svém poli, sázet si stromky. Ve svém městě budete mít tiskárnu, poštu, vysílací stanici, dílnu, obchody, hotely, závodní kuchyně, zkrátka všechno, co je v pořádném městě. V pionýrském domově na Střeleckém ostrově bude sídlit samospráva a vláda dětské republiky. Na ostrově budou vybudovány modelárny, studovny, knihovny, čítárny a mnoho jiných vymožeností. — A což dětská železnice? Opravdová, řádná železnice, kterou budete Vy samy spravovat?
Vánoční dopis dětem, Rudé právo, 25.12.1948, s. 6
Ke konci roku 1948 se do přípravy projektu, původně iniciovaného ČSM, pustil přípravný výbor, vedený pedagogem a vedoucím kulturního a školského referátu ÚNV Praha Václavem Jarošem. Rada ÚNV převzala roli koordinátora, pro projekt přidělila potřebné pozemky a budovy, zahájila přípravné terénní práce, připravila předběžný rozpočet a přizvala k jednání i zástupce ministerstev školství, informací, národní obrany, dopravy, zdravotnictví, práce a sociální péče. Stavební kompetence měl převzít Ústřední Národní výbor města Prahy, přičemž SČM předpokládal zřízení poradního sboru, který by byl zmocněn k prováděni úkolů Pionýrské republiky. V poradním sboru měli zasednout za město Prahu referenti (sociální, finančně-technický a referent pro plánování města), zástupci ministerstev a Svazu české mládeže.
Se slavnostním otevřením pionýrské železnice se počítalo v dubnu 1949, ale v té době už nebylo o projektu tzv. pionýrské republiky ani slyšet. Z celé megalomanské akce nakonec sešlo a podařilo se zřídit v roce 1949 akorát pionýrskou železnici v Trutnově. Po neúspěšné akci Mládež vede Brno koncem roku 1950 z celé „samosprávy“ dětí sešlo a výchova pionýrské elity mohla probíhat již jen formou školení, instruktáže nebo her za přímé součinnosti dospělých, což byl příklad v létě 1950 otevřeného krajského pionýrského střediska Pionýrské nad Ohří u Svatošských skal nebo v roce 1953 do provozu uvedeného Československého pionýrského tábora v Seči, která byla nakonec přetvořena na Ústřední politickou školu Socialistického svazu mládeže.

### Pionýrské železnice
Pionýrské železnice, které měly děti motivovat při volbě budoucího povolání v dopravě a technických oborech, se poprvé objevily v Sovětském svazu počátkem 30. let (1932 v Moskvě, 1935 v Tbilisi, a později v Krasnojarsku, Rostově, Dněpropetrovsku, Charkově, Taškentu). Po druhé světové válce sovětská vláda pionýrské železnice obnovila a současně se jejich budování rozšířilo do dalších zemí sovětského bloku, Maďarska (1948 Gyermekvasút), Německé demokratické republiky (1950 Dresden), Polska (1956). V 50. a 60. letech vznikaly pionýrské železnice (dráhy) také v Československu. Na budování přibližně 1 km dlouhých tratí se podílely národní výbory, Československé státní dráhy, dopravní podniky, místní závody a také občané formou svépomocných brigád. První pionýrské železnice se v 50. letech objevily v Trutnově (1949), v Pionýrském nad Ohří (1950), v areálu pražské Stromovky a výstaviště (1951), v Opavě (1951–1957), dále v Nymburku (1954–1966), Košicích (1955), Ostravě (1958–1968), Českých Budějovicích (1958–1968), Plzni (1959–1976), Olomouci (1965–1968) a dalších městech (Bohumín, Přerov, Karviná, Rychnov nad Kněžnou, Kroměříž). Provoz pionýrských železnic zajišťovali pionýři starší 10 let, kteří absolvovali teoretická i praktická školení pro jednotlivé činnosti (průvodčího, výpravčího, signalisty, závoráře, pochůzkáře, pokladního, strojvedoucího). Dětský strojvedoucí pak lokomotivu pod kontrolou zaměstnanců drah či svazáků sám řídil. Provoz dětských železnic byl nákladný a poruchový, takže se trati provozovaly jen několik let.
...první pionýrská železnice v Trutnově, která je obsluhována 112 dětmi, dívkami a chlapci ve věku od devíti do patnácti let. Všichni prodělali dvouměsíční školení, kde se naučili opravdu vzorně, samostatně udržovat provoz na železnici. Pionýři a pionýrky mají střídavé služby a vidíme je ve službě pokladních, výhybkářů, výpravčích, topičů, brzdařů, telegrafistů, průvodčích i revisorů. Jediným dospělým železničářem je tu čtyřiadvacetiletý strojvůdce, který je vedoucím celého provozu.
Mladá fronta, 27.9.1949

### Dům československých dětí na Pražském hradě
Dům československých dětí (DČD) byl otevřen počátkem října 1963 za přítomnosti prezidenta republiky Antonína Novotného a řady stranických a státních činitelů (např. Zdeněk Fierlinger, Jozef Lenárt). Areál domu, vybudovaný v budově Starého purkrabství s Černou věží, domu U Zeleného ořechu a Malého lobkovického domu, čítal 22 místností a sálů pro 400 dětí jiskerského a pionýrského věku. Provoz měla na starost Kancelář prezidenta republiky (ředitele řídil vedoucí odboru vnitřní správy KPR), na programu se pak podílel ČSM. Od září do dubna se předpokládaly především návštěvy dětí z Prahy a okolí, v ostatních měsících navštěvovaly DČD návštěvy dětí mimopražských, přičemž se předpokládalo, že se jedná o úspěšné pionýry (PO oddíly, školní družiny a kluby) či zahraniční návštěvy z tzv. mezinárodních táborů míru (MTM). Zaměstnanci DČD se podíleli na tvorbě programu novoročních slavností dětí na Pražském hradě, v létě pořádali i vlastní dětské tábory (i putovní). putovních. m. Ve společenském sále se promítaly filmy, loutková představení a estrády, ve výstavním sále se pořádaly tematické výstavy, v atriu koncerty, v čestné síni se nalézala tabule se jmény pionýrů a pionýrských skupin vyznamenaných ÚV ČSM, společenská místnost sloužíla jako čítárna a místo pro besedy. V síni družby se přijímaly zahraniční hosté.

## Pionýr (1968-1970)
Československý svaz mládeže se postupně rozpadl na 18 samostatných organizací. V dubnu 1968 schválilo plénum Ústřední rady PO „Programové teze Pionýrské organizace“. Ve dnech 20.-23. června 1968 rozhodla Národní konference Pionýrské organizace o založení samostatné národní organizace Pionýr. V tomto duchu vznikly i nové Stanovy Pionýra a Program Pionýra. Dne 21. října 1968 byla potvrzena registrace samostatného sdružení, následně byly zvoleny orgány Pionýra v čele s Oldřichem Kryštofkem. Symbolem změn byly i nové zelené pionýrské kroje (pro mladší pionýry okrové), rudé barety byly nahrazeny lodičkami.
Komunistická ideologie nevymizela z organizace zcela. V Programu Pionýra například stálo, že „pionýrské ideály a pionýrské činy podporují pokrokové cíle komunistické strany, Národní fronty a socialistického státu“. Organizace se také přikláněla k akčnímu programu KSČ, který vznikl jako výsledek obrodného procesu ve straně, nikoli však k samotné KSČ. Na několika místech programu byl zdůrazněn demokratický princip a podpora plurality. „Pionýr je rovnoprávným partnerem všech společenských organizací. (...) Všemi svými silami přispívá Pionýr k životu federací dětských a mládežnických organizací, v nichž vidí významné spojení sil k dosažení společných zájmů všech dětí a veškeré mládeže Československé socialistické republiky“. Program Pionýra odmítl formální politickou výchovu uskutečňovanou „prázdnými frázemi a přepychovými oslavami“. Oproti Pionýrským zásadám z roku 1949 nebylo nikde uvedeno jméno prezidenta či jiného představitele KSČ, nikde se nehovořilo o sympatiích k armádě a k Sovětskému svazu.
Po dvou letech v období normalizace místo PO ČSM vznikla Pionýrská organizace Socialistického svazu mládeže (PO SSM).